# Zastava BGP-40 mm
Zastava BGP-40 mm — сербский однозарядный 40-мм подствольный гранатомёт. Копия советского гранатомёта ГП-25.

## Конструкция
Состоит из трех частей: ствола с прицельными приспособлениями и кронштейном для крепления на автомате, казённика и  корпуса ударно-спускового механизма с рукояткой. Заряжание осуществляется с дульного среза. Ствол хромированный. Комплектовался амортизирующим резиновым затыльником для установки на приклад автомата.

## Варианты
- BGP-40 mm — вариант для установки на автоматы Zastava M21, M21S, M70B3, M70AB3, M05E.
- BGP-40 mm M70 — вариант для установки на автоматы Zastava M70B1, M70AB2.